# Магас Ариба (Порторико)
Магас Ариба (шп. Magas Arriba) град је у америчкој острвској територији Порторико, острвској држави Кариба.

## Демографија
По попису из 2010. године број становника је 1.215, што је 152 (14,3%) становника више него 2000. године.
| Група             | 2000.         | 2010.         |
| Белци             | 1 (0,1%)      | 2 (0,2%)      |
| Афроамериканци    | 63 (5,9%)     | 132 (10,9%)   |
| Азијати           | 0 (0,0%)      | 0 (0,0%)      |
| Хиспаноамериканци | 1.062 (99,9%) | 1.212 (99,8%) |
| Укупно            | 1.063         | 1.215         |